# Catharanthus
Genre
Classification phylogénétique
Catharanthus est un genre comprenant huit espèces de plantes herbacées vivaces dont sept endémiques de l'île de Madagascar, la huitième originaire du sous-continent indien en Asie du Sud.
La pervenche de Madagascar (Catharanthus roseus) est l'espèce la plus répandue.

## Espèces
- Catharanthus coriaceus Markgr. Madagascar.
- Catharanthus lanceus (Bojer ex A.DC.) Pichon. Madagascar.
- Catharanthus longifolius (Pichon) Pichon. Madagascar.
- Catharanthus ovalis Markgr. Madagascar.
- Catharanthus pusillus (Murray) G.Don. Indian subcontinent.
- Catharanthus roseus (L.) G.Don. Madagascar. - Pervenche de Madagascar
- Catharanthus scitulus (Pichon) Pichon. Madagascar.
- Catharanthus trichophyllus (Baker) Pichon. Madagascar.